# Miro Preisinger
Miro Preisinger, slovenski jamar in konstruktor, * 8. julij 1948, Kranj.

## Jamar
Miro Preisinger se je zapisal jamarstvu 1. marca 1965, ko se je pridružil takratni Jamarski sekciji Planinskega društva Kranj. Od 1972 je deloval v Društvu za raziskovanje jam Kranj, od 2002 pa je ustanovni član Jamarskega društva Carnium. Raziskoval je jame na Mojstrovkah, Kaninu, Jelovici in Krasu, sodeloval na društvenih jamarskih odpravah v Makedonijo, na Hrvaško, v Črno goro, na Poljsko in v Turčijo.

## Jamarski reševalec
Leta 1985 je Miro Preisinger postal jamarski reševalec pri Jamarski reševalni službi Slovenije, kot član Enote za reševanje iz jam in višin pri Civilni zaščiti Mestne občine Kranj je v sredini 80ih prispeval k reorganizaciji jamarskega reševanja v Sloveniji. Sodeloval je na številnih reševalnih vajah in intervencijah, med drugim tudi na izjemno zahtevnem jamarskem reševanju iz globine 1050 m (skoraj 5 km od vhoda) v Črnelskem breznu na Rombonu, od 14. do 22. januarja 1990. Operativni jamarski reševalec je bil do 2001, danes pa svoje znanje in izkušnje posreduje in dopolnjuje v Enoti za reševanje iz jam in višin pri Jamarskem društvu Carnium (Civilna zaščita Mestne občine Kranj).

## Jamarski konstrukor
Kot jamar se Miro Preisinger najbolj odlikuje pri razvoju vrvne tehnike in naprav. Tako je med letoma 1979 in 1983, v okviru takratne Tehnične komisije Jamarske zveze Slovenije, skupaj s Tomažem Planino in Zvonetom Korenčanom sodeloval pri konstrukciji varnostne vrvne zavore. Izum je kmalu prevzelo francosko podjetje Petzl, pod to znamko ga s pridom uporabljajo jamarji, alpinisti in drugi po vsem svetu. Varnostna vrvna zavora tipa »Miro 1« in »Miro 2« je izboljšava varnostne vrvne zavore, ki jo je kot prvi med letoma 1974 in 1979 zasnoval Bogdan Butkovič, bistveni napredek pa so dosegli s tritočkovnem stiskanju vrvi med fiksnim in premičnim kolutom vrvne zavore.
Miro Preisinger je med letoma 1985 in 1993 sodeloval pri pionirskem razvoju vrvne tehnike za reševanje iz smučarskih žičnic, kjer je v sodelovanju z Zvonetom Korenčanom skonstruiral škripec za transport reševalca po jeklenicah.
Od leta 2002 se je usmeril v razvoj vrvne tehnike pri reševanju iz sotesk in visokih zgradb, tako sodeloval z Gregorjem Aljančičem, Danijelom Paplerjem in Antonom Fojkarjem pri konstrukciji in razvoju reševalnega trikotnika »Carnium 1« in »Carnium 2«.

## Nagrade in priznanja
Leta 2005 je kot priznanje za svoje delo prejel bronasti znak Civilne zaščite Republike Slovenije, leta 2006 pa Zlati znak Jamarske zveze Slovenije.
Kot priznanje za izjemen prispevek Mira Preisingerja pri razvoju varnostne vrvne zavore ter za dolgoletno požrtvovalno delo na področju jamarstva in jamarskega reševanja, ga je Jamarsko društvo Carnium, ob deseti obletnici delovanja, 14. aprila 2012, izbralo za svojega častnega člana.